# Leif Christersson
Leif Erling Christersson, född 22 januari 1932 i Eksjö församling,  död 13 december 2000 i Lidingö församling, var en svensk friidrottare (sprinter).
Christersson tog SM-guld på 100 meter 1950 och på 200 m 1951. Han tävlade för Eksjö Södra IK och Bromma IF.
Leif var även med och vann brons i korta stafetten (4 x 100 m) vid Europamästerskapen i Bryssel 1950 på tiden 41,9. Med i laget var Göte Kjellberg, Leif Christersson, Stig Danielsson och Hans Rydén.

## Personliga rekord
- 100 m: 10,7 s (Kalmar 25 september 1955)[3]
- 200 m: 21,7 s (Gimo 5 juli 1958)[6]

Christersson är gravsatt i minneslunden på Lidingö kyrkogård.